# Odechów (województwo mazowieckie)
Odechów – wieś (dawniej miasto) w Polsce położona w województwie mazowieckim, w powiecie radomskim, w gminie Skaryszew. Ma status sołectwa.
Prywatna wieś szlachecka Odachów, położona była w drugiej połowie XVI wieku w Małopolsce w powiecie radomskim województwa sandomierskiego. W latach 1975–1998 miejscowość położona była w województwie radomskim.
Wieś jest siedzibą rzymskokatolickiej parafii Zwiastowania Najświętszej Maryi Panny.

## Części miejscowości
| SIMC    | Nazwa             | Rodzaj     |
| ------- | ----------------- | ---------- |
| 0637312 | Gawroniec-Kolonia | część wsi  |
| 0637329 | Grobla            | przysiółek |

## Historia
- Jedna z najstarszych wsi ziemi radomskiej, o której pierwsza wzmianka pochodzi z 1228 r. W 1573 r. Odechów lokowany został przez Andrzeja Ciołka jako miasto na terenie dzisiejszej wsi Miasteczko, pierwotnie noszącej nazwę Nowy Targ, a później Miasteczko Odechowskie.
- Według ludowego podania nazwa Odechów wywodzi się od zatrzymywania się tu dla odpoczynku i popasu wołów („odechu” – dziś oddechu) kupców przepędzających woły słynnym „szlakiem wołowym” wiodącym z Rusi Halickiej przez Solec nad Wisłą i Radom na Śląsk i do Wielkopolski.

## Położenie geograficzne
- Centralna Polska, dorzecze środkowej Wisły i Pilicy, na równinie leżącej 150–200 m n.p.m.

## Zabytki
Kościół Zwiastowania Najświętszej Marii Panny z XV wieku – pierwotnie drewniany (1401-1411) z fundacji prymasa Polski Mikołaja Trąby, kolejny murowany, gotycki wzniesiony w latach 1459–1460 z fundacji Jana Długosza, który bywał na zamku radomskim i w Odechowie.
Kościół został rozbudowany w latach 1911–1913 według planów architekta Zygmunta Słomińskiego z Radomia.
Dawny kościół gotycki z cegły stanowi obecnie ramiona transeptu neogotyckiej bazyliki.
Kościół zdobią ostrołukowe okna. Ostrołukowy kształt posiadają również gotyckie, kamienne portale. Szczyt rozczłonkowany jest profilowanymi, ostrołukowymi wnękami. Wyposażenie kościoła barokowe (XVII-XVIII w.). W ołtarzu głównym znajduje się obraz Zwiastowania NMP z II połowy XVIII wieku, zapewne pędzla Anny Bacciarelli. Chrzcielnica z XV w. Pod chórem kamienne kartusze z herbami Łabędź i Jasieńczyk. Liczne epitafia.

## Galeria

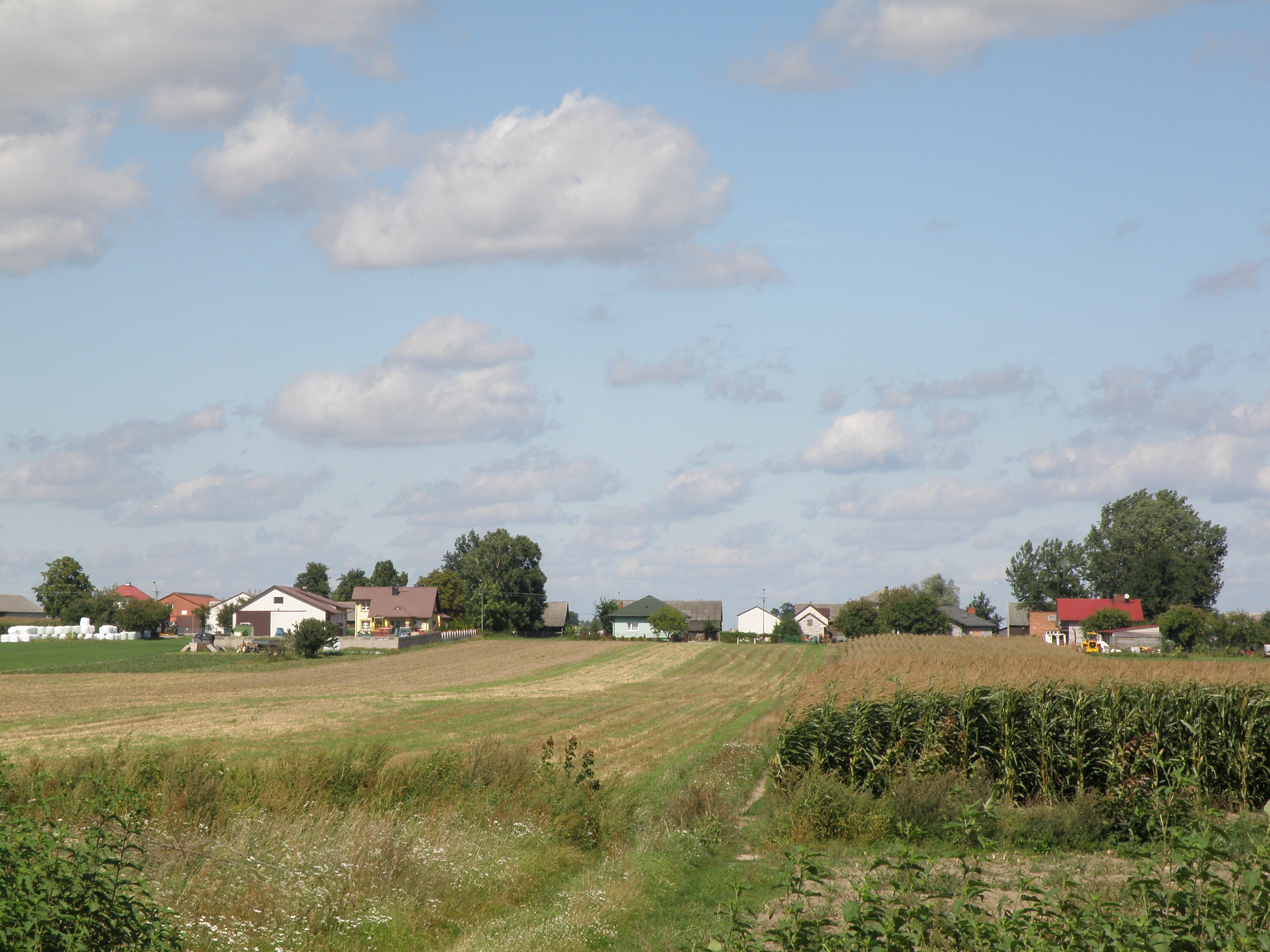
Widok ogólny
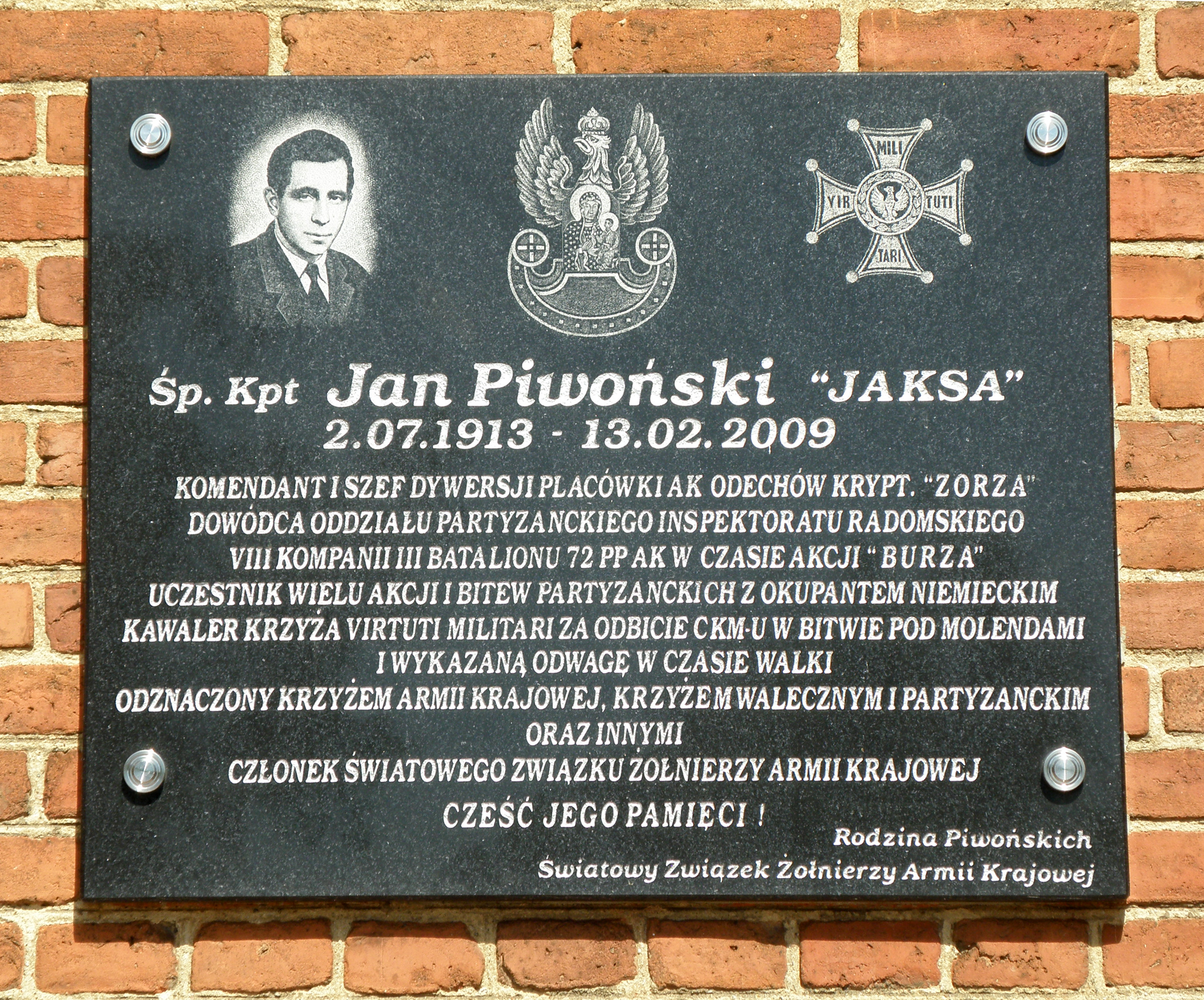
Tablica pamiątkowa na kościele
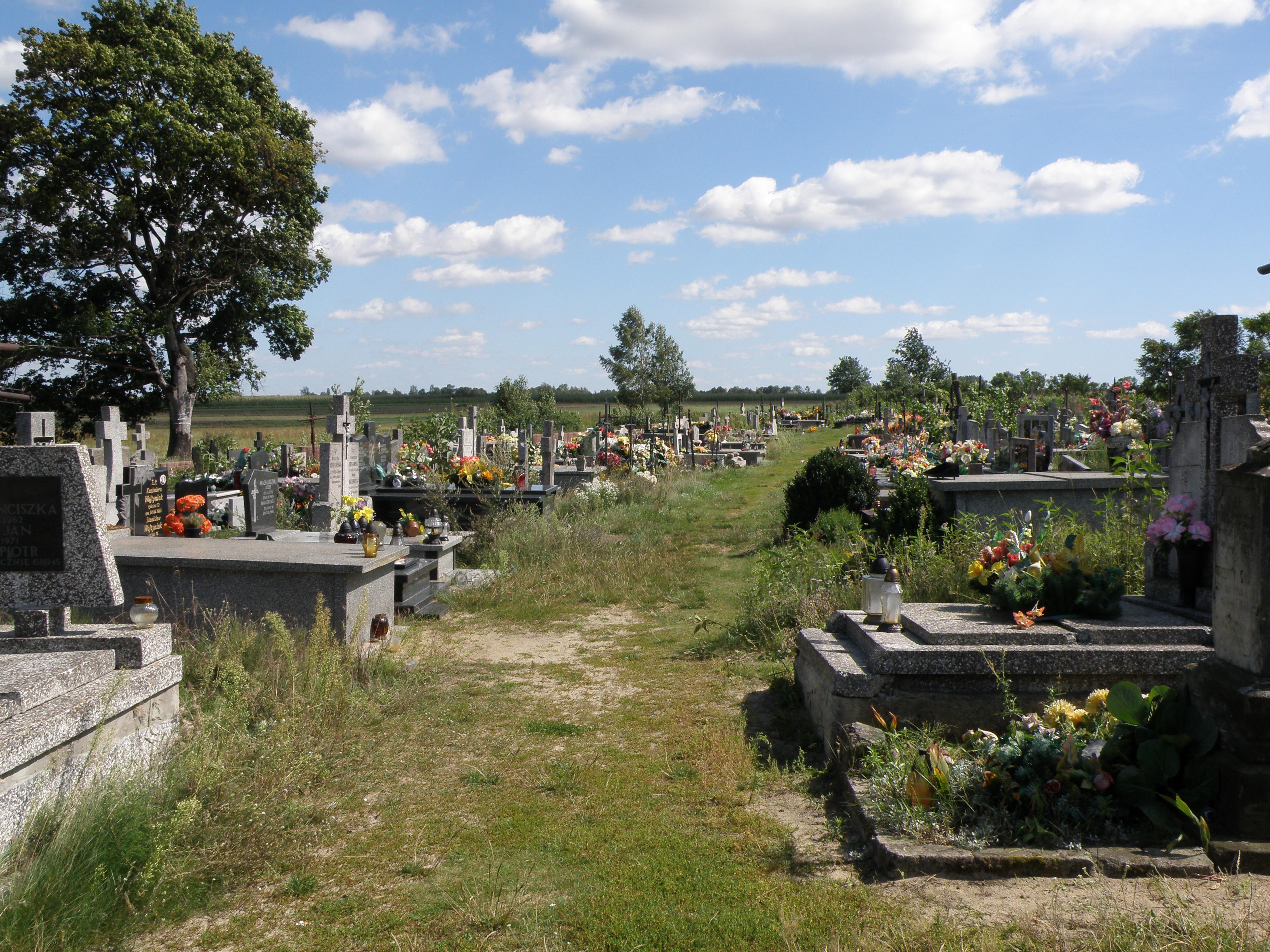
Cmentarz

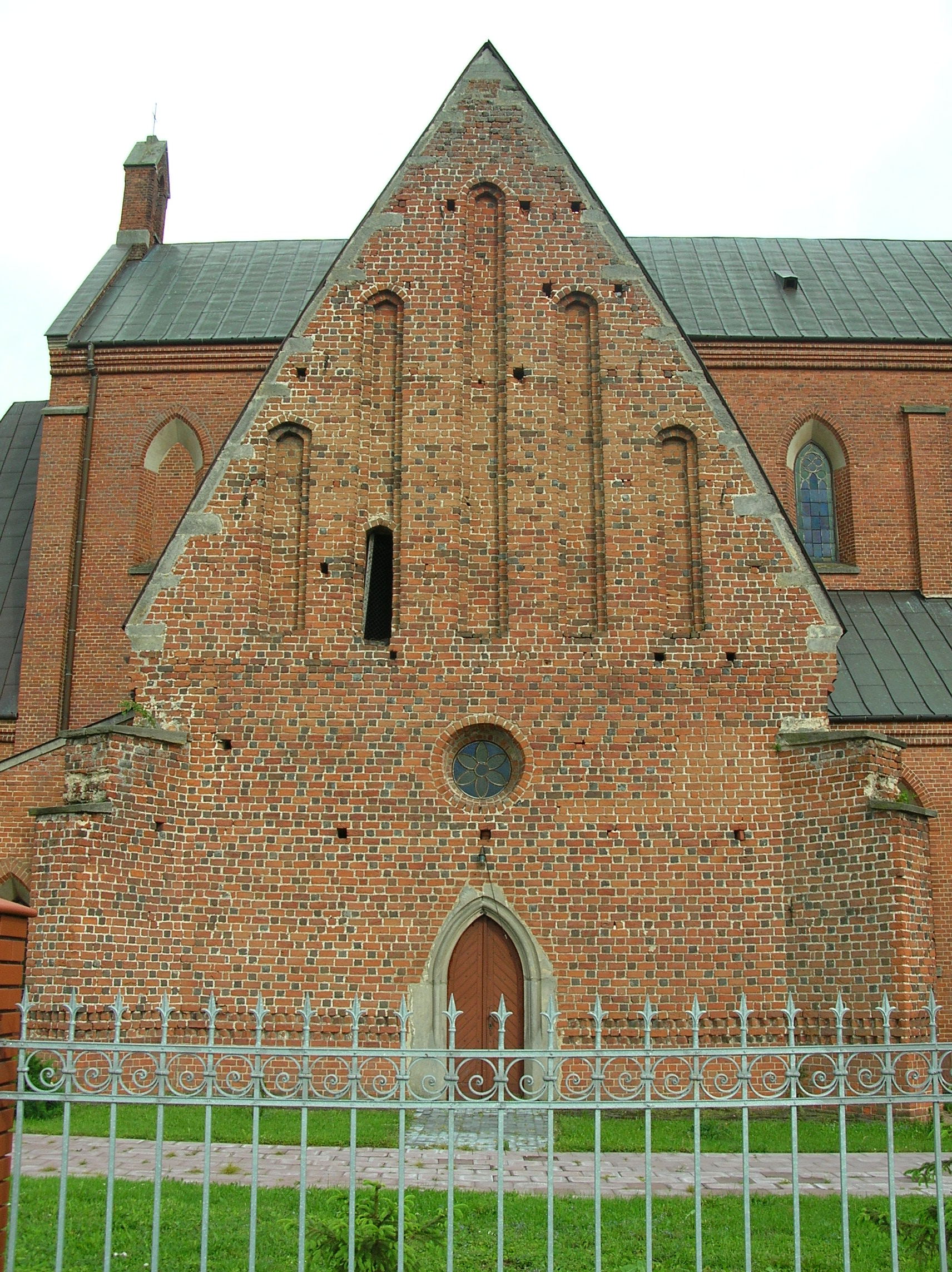
Najstarsza, gotycka część kościoła z 1460 r
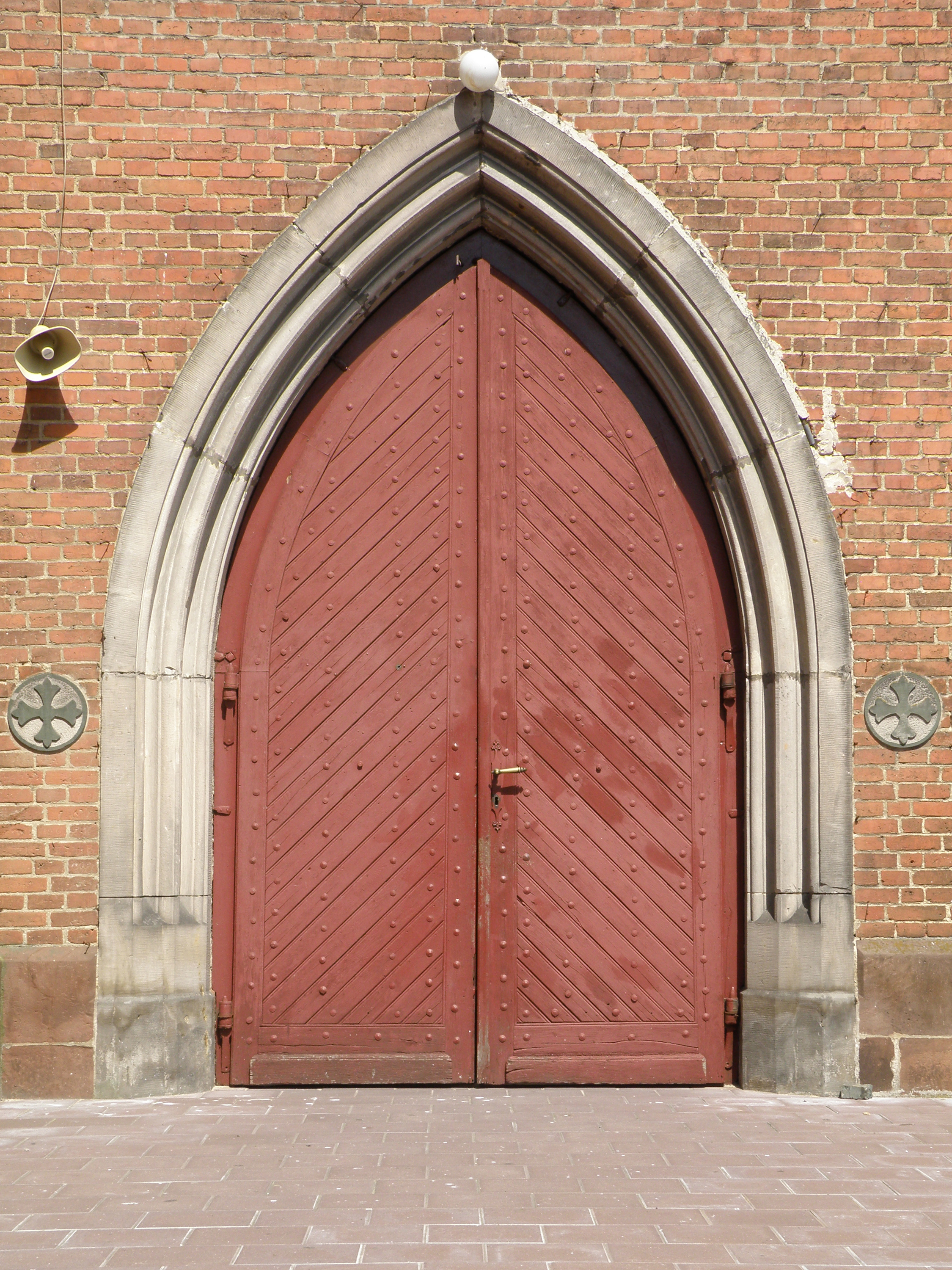
Drzwi wejściowe do kościoła
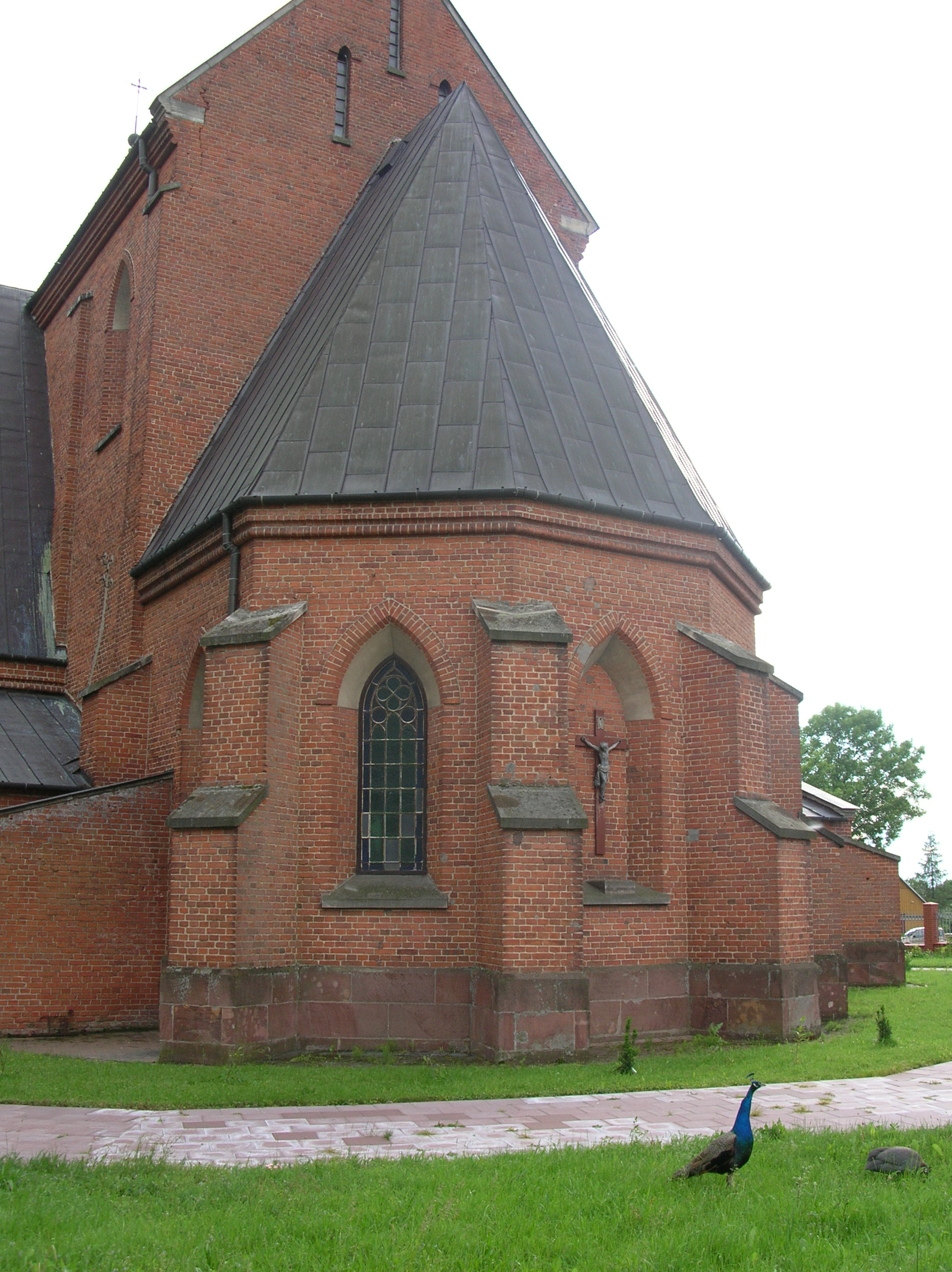
Paw na tle kościoła w Odechowie
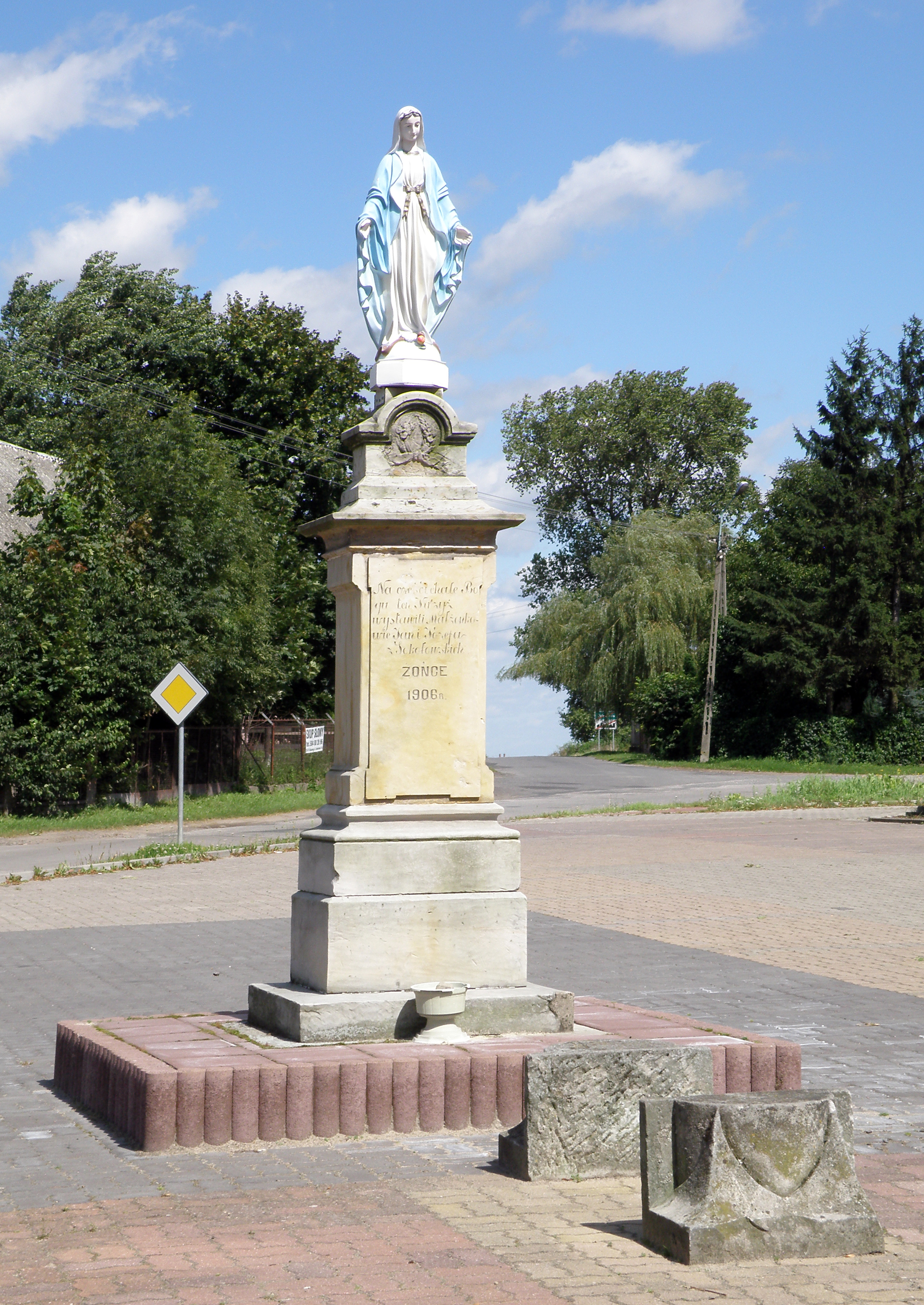
Statua NMP z 1906 przed kościołem